# Allanblackia marienii
Allanblackia marienii là một loài thực vật có hoa trong họ Bứa. Loài này được Staner mô tả khoa học đầu tiên năm 1934.